# Джафар ибн Мансур аль-Яман
Джафар ибн Мансур аль-Яман (араб. بعفر بن مناور اليمن‎) — исмаилитский да’и и теологический писатель X века.

## Биография
Джафар был сыном куфанского да'и Ибн Хаушаба, основавшего исмаилитский да’ват в конце IX века в Йемене. К моменту своей смерти в 914 году вместе со своим коллегой Али ибн аль-Фадлем аль-Джайшани он завоевал значительную часть страны, заслужив почётный лакаб Мансур аль-Яман («Завоеватель Йемена»). В 911 году Ибн аль-Фадль отрёкся от верности фатимидскому халифу Абдуллаху аль-Махди, лидеру движения исмаилитов, и объявил себя махди. Ибн Хаушаб отказался присоединиться к нему в его восстании, и Ибн аль-Фадль осадил своего бывшего коллегу в крепости Джабаль Масвар. После восьми месяцев осады, в апреле 912 года, Ибн Хаушаб добился условий и передал Джафара в качестве заложника. Джафар был возвращён через год с золотым ожерельем в подарок.
После Ибн Хаушаба его сыновья поссорились между собой. Втянутый в конфликт со своим братом Абу-ль-Хасаном, Джафар в конце концов покинул Йемен и направился ко двору Фатимидов в Ифрикии. Поступил на службу ко второму фатимидскому халифу аль-Каим Биамриллаху и стал свидетелем великого восстания Абу Язида, которое едва не привело к падению государства Фатимидов. Писал стихи в честь окончательных побед Фатимидов и постепенного подавления восстания в 945—948 годах и получил прекрасную резиденцию в новой столице Фатимидов, Мансурии, построенной третьим халифом аль-Мансур Бинасруллахом. При халифе аль-Муизз Лидиниллахе заложил свой дом и чуть не потерял его из-за долгов, но был спасён вмешательством халифа. Умер в какой-то неизвестный момент в начале правления аль-Муизза.

## Труды
Ему приписывается квази-агиографическая биография его отца, хотя, возможно, это также была автобиография, написанная самим Ибн Хаушабом. В настоящее время она утрачена, но известна благодаря обширным цитатам у более поздних авторов и является, по словам историка Х. Халма: «одним из самых важных источников по истории да’вата».
Его богословские труды сохранились в более полном виде, поскольку они часто копировались и повторно использовались в более поздних исмаилитских сборниках. Наиболее заметным произведением является «Книга мудреца и ученика» (Китаб аль-'алим валь-гулам), которую также иногда приписывают его отцу. Она состоит из серии встреч между новичком и его духовным наставником (да'и), который постепенно раскрывает своему ученику скрытое, эзотерическое знание (батин).
Ему также приписывается «Китаб аль-кашф», сборник из шести трактатов по различным вопросам, включая толкование Корана с помощью аллегорий (та'виль) и раннюю исмаилитскую концепцию имамата. «Сара'ир ва-асрар ан-Нутака'» и его расширенное продолжение «Асрар ан-Нутака'» посвящены эзотерическим интерпретациям мифологических фигур и жизни исламских пророков.